# Kaduna United
Kaduna United Football Club – nigeryjski klub piłkarski, grający w drugiej lidze, mający siedzibę w mieście Kaduna.

## Historia
Klub został założony w 2000 roku. W 2010 roku klub awansował do finału Pucharu Nigerii. W nim zwyciężył po serii rzutów karnych (3:2, w meczu 3:3) z Enyimba FC. W 2011 roku zespół wystąpił w Pucharze Konfederacji. Dotarł do ćwierćfinału, czyli do fazy grupowej.

## Stadion
Domowe mecze klub rozgrywa na stadionie o nazwie Ahmadu Bello Stadium w Kadunie, który może pomieścić 30000 widzów.

## Sukcesy
- Puchar Nigerii:

zwycięstwo (1): 2010

## Występy w afrykańskich pucharach
| Sezon | Rozgrywki           | Runda   | Kraj                     | Klub                     | Dom | Wyjazd         | Dwumecz |
| ----- | ------------------- | ------- | ------------------------ | ------------------------ | --- | -------------- | ------- |
| 2011  | Puchar Konfederacji | 1       | Czad                     | Foullah Edifice FC       | 2–0 | 0–1            | 2–1     |
| 2011  | Puchar Konfederacji | 2       | Tunezja                  | Étoile Sportive du Sahel | 0–1 | 3–0 (walkower) | 3–1     |
| 2011  | Puchar Konfederacji | 3       | Algieria                 | ES Sétif                 | 3–0 | 0–1            | 3–1     |
| 2011  | Puchar Konfederacji | Grupa A | Angola                   | GD Interclube            | 1–1 | 1–4            | 2–5     |
| 2011  | Puchar Konfederacji | Grupa A | Tunezja                  | Club Africain            | 0–1 | 0–0            | 0–1     |
| 2011  | Puchar Konfederacji | Grupa A | Wybrzeże Kości Słoniowej | ASEC Mimosas             | 2–1 | 1–2            | 3–3     |

## Reprezentanci kraju grający w klubie
Stan na wrzesień 2016.
| - Efe Ambrose - Jude Aneke - Rabiu Baita - Matthew Etim | - Reuben Gabriel - Muri Ibrahim - Papa Idris - James Obiorah |